# Michael Carbel Svendgaard
Michael Carbel Svendgaard, né le 7 février 1995 au Danemark, est un coureur cycliste danois, professionnel entre 2014 et 2020.

## Biographie

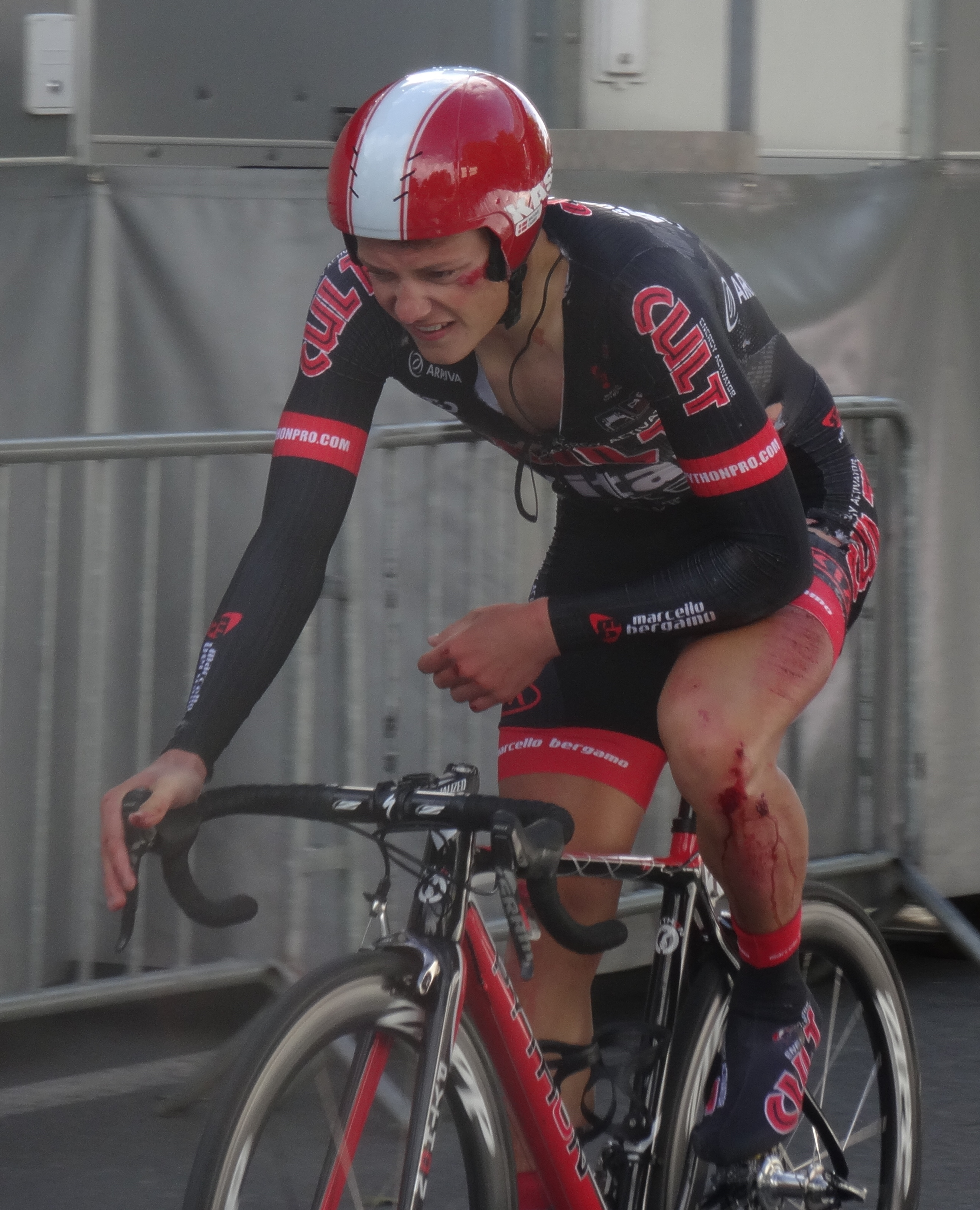
Michael Carbel Svendgaard après sa chute sur Paris-Arras Tour 2014.

En 2014, il rejoint l'équipe danoise Cult Energy Vital Water et participe au Paris-Arras Tour, mais chute lors du contre-la-montre par équipes de la 1re étape reliant Lens à Arras, et franchit la ligne d'arrivée dix-huit minutes après ses coéquipiers, ce qui lui vaut d'être éliminé,. Entre 2014 et 2020, il change d'équipe chaque saison.
En 2017, il est médaillé de bronze du championnat du monde sur route espoirs après avoir réglé le sprint du peloton derrière le duo Benoît Cosnefroy et Lennard Kämna.
En 2020, il rejoint l'équipe World Tour NTT Pro Cycling. Non conservé à la fin de l'année, il met un terme à sa carrière à 25 ans.

## Palmarès
- 2013[3]
  -  Champion du Danemark sur route juniors
  - 1re et 3e étapes des Trois Jours d'Axel
  - 2e étape du Giro della Lunigiana
- 2014
  - Dorpenomloop Rucphen
  - 2e du championnat du Danemark sur route
  - 3e du Grand Prix Herning
- 2015
  - 2e étape du ZLM Tour (contre-la-montre par équipes)
  - 3e d'À travers Drenthe
  - 3e du ZLM Tour
- 2017
  -  Champion du Danemark sur route espoirs
  - Grand Prix Herning
  - 3e du championnat du Danemark du contre-la-montre par équipes
  -  Médaillé de bronze du championnat du monde sur route espoirs
- 2018
  - 3e du  championnat du Danemark sur route
- 2019
  - 3e étape de la Flèche du Sud
  - 3e du Randers Bike Week

## Classements mondiaux
| Année                                 | 2014 | 2015 | 2016 | 2017 | 2018  | 2019  |
| ------------------------------------- | ---- | ---- | ---- | ---- | ----- | ----- |
| Classement mondial                    |      |      | 975e | 473e | 1046e | 1150e |
| UCI Europe Tour                       | 168e | 191e | 646e | 812e | 650e  | 810e  |
|                                       |      |      |      |      |       |       |
| Légende : nc = non classéSource : UCI |      |      |      |      |       |       |